# Efraín Rodríguez
Efraín Rodríguez (Colombia) es un ex-ciclista profesional venezolano.
Ganó la Vuelta al Táchira, y disputó otras competiciones nacionales como la Vuelta a Venezuela.

## Palmarés
1978
- 1º en Clasificación General Final Vuelta al Táchira  Venezuela

## Equipos
- 1976  Lotería del Táchira
- 1978  Lotería del Táchira